# Paul Ritter
Simon Paul Adams, més conegut pel nom artístic de Paul Ritter, (Gravesend, 20 de desembre de 1966 - Faversham, 5 d'abril de 2021) va ser un actor de cinema, teatre i sèries de televisió anglès, conegut especialment pels seus papers en pel·lícules com Son of Rambow (2007), Quantum of Solace (2008), Harry Potter i el misteri del Príncep (2009) i The Eagle (2011), així com programes de televisió com Friday Night Dinner (2011-2020), Vera, The Hollow Crown, The Last Kingdom i Chernobyl.

## Origen i trajectòria
Ritter va néixer el 20 de desembre de 1966 a la localitat anglesa de Gravesend, al comtat de Kent.
El seu treball a la pantalla va incloure papers a Nowhere Boy, la sèrie de televisió Instinct de 2007, el drama de comèdia Pulling i el paper de Pistol a Henry IV, Part II al cicle de la BBC Two de les obres de William Shakespeare The Hollow Crown. El diari The Daily Telegraph el va descriure com «un actor que segurament està destinat ben aviat a la grandesa. La seva pistola transmet perfectament el xoc d'un home, que sense voler havia deixat enrere l'alegria sorollosa d'Eastcheap, i es va trobar en la mitjana edat contemplant la malenconia d'una tardor medieval». Ritter també va interpretar a l'actor còmic Eric Sykes a Tommy Cooper: Not Like That, Like This i va tenir un paper principal en el drama d'espionatge de la Guerra Freda de 2014 de la BBC One The Game.
Entre 2005 i 2006 va interpretar a Otis Gardiner a la producció original del Royal National Theatre Coram Boy, d'Helen Edmundson, per la qual va ser nominat al premi Olivier. També va ser nominat al premi Tony el 2009 pel seu paper a The Norman Conquests. El 2012 va aparèixer com a pare del protagonista de la versió escènica de la novel·la de Mark Haddon The Curious Incident of the Dog in the Night-Time al Royal National Theatre i el 2013 com a John Major a l'estrena de l'obra de Peter Morgan The Audience.
Entre 2011 i 2020 va actuar com a Martin Goodman a la sèrie de comèdia de Channel 4 Friday Night Dinner.

## Vida privada i mort
Ritter va viure a Faversham, Kent. Estava casat amb Polly Radcliffe i tenia dos fills, Frank i Noah.
Va morir d'un tumor cerebral el 5 d'abril de 2021, a l'edat de 54 anys, a casa seva, envoltat de la seva família.
Com a reacció a les notícies, l'estrella de Hollywood, Eddie Marsan, va descriure Ritter com «un dels nostres grans actors». Stephen Mangan va fer un tuit «intentant trobar una manera de parlar de Paul Ritter i lluitant. El meu amic des que junts érem estudiants. Tant talent i va brillar fins i tot quan era adolescent. Vaig tenir la sort de conèixer-lo i la sort de treballar amb ell moltes vegades al llarg dels anys. Un home meravellós. DEP». Una retrospectiva del 10è aniversari del Friday Night Dinner estava previst que s'emetria al llarç del 2021.

## Filmografia
| Any       | Obra                                                 | Paper                       | Notes                                         |
| --------- | ---------------------------------------------------- | --------------------------- | --------------------------------------------- |
| 1992      | The Bill – Overdue                                   | Tony Walgrave               | [ 23 ]                                        |
| 1995      | National Achievement Day 1995                        |                             | [ 23 ]                                        |
| 1999      | G:MT Greenwich Mean Time                             | Comprador de drogues        | [ 23 ]                                        |
| 2000      | The Nine Lives of Tomas Katz                         | Dave                        | [ 23 ]                                        |
| 2002      | Esther Kahn                                          | Alman, el fotògraf          | [ 24 ]                                        |
| 2004      | The Libertine                                        | Chiffinch                   | [ 24 ]                                        |
| 2005      | On a Clear Day                                       | Mad Bob                     | [ 24 ]                                        |
| 2007      | Son of Rambow                                        | Professor de geografia      | [ 24 ]                                        |
| 2007      | Hannibal Rising                                      | Presoner Louis              | [ 23 ]                                        |
| 2007      | Waking the Dead                                      | Alan Pierce                 | Episodi "Mask of Sanity – Series 6"           |
| 2008      | Crònica d'un engany                                  | Noi                         | [ 24 ]                                        |
| 2008      | Quantum of Solace                                    | Guy Haines                  | [ 24 ]                                        |
| 2009      | Harry Potter i el misteri del Príncep                | Eldred Worple               | [ 24 ]                                        |
| 2009      | Nowhere Boy                                          | Popjoy                      | [ 24 ]                                        |
| 2011–2020 | Friday Night Dinner                                  | Martin Goodman              | Protagònic, tots els 37 episodis              |
| 2011      | Great Expectations                                   | John Wemmick                | [ 23 ]                                        |
| 2011      | Land Girls                                           | Frank Tucker                | [ 26 ]                                        |
| 2011      | The Eagle                                            | Galba                       | [ 24 ]                                        |
| 2011–2013 | Vera                                                 | Dr. Billy Cartwright        | [ 24 ]                                        |
| 2011      | Eliminate: Archie Cookson                            | Ennis Miller                | [ 24 ]                                        |
| 2012      | Comedy Showcase                                      | Jim Costello                | [ 27 ]                                        |
| 2012      | Dirk Gently                                          | Oliver Reynolds             | [ 24 ]                                        |
| 2012      | Henry IV, Part II                                    | Antic Pistol                | [ 26 ]                                        |
| 2014      | El Cercle de Bletchley                               | Professor Masters           | Episodi: "Blood on their hands – Part 2"      |
| 2014      | Tommy Cooper: Not Like That, Like This               | Eric Sykes                  | [ 24 ]                                        |
| 2014      | Chasing Shadows                                      | Leonard Vance               | [ 28 ]                                        |
| 2014      | The Game                                             | Bobby Waterhouse            | [ 23 ]                                        |
| 2014      | Mapp and Lucia                                       | Reverend Kenneth Bartlett   | [ 23 ]                                        |
| 2014      | Suite francesa                                       | Monsieur Dubois             | [ 23 ]                                        |
| 2014      | Plebs                                                | Angelo                      | Episodi: "The Baby" – Series 2                |
| 2015–2018 | No Offence                                           | Randolph Miller             | Protagònic, tots els 21 episodis              |
| 2015      | Top Coppers                                          | Harry McCrane               | [ 23 ]                                        |
| 2015      | The Last Kingdom                                     | Rei Peredur                 | Temporada 1: Episodi 6                        |
| 2015      | We're Doomed! The Dad's Army Story                   | Jimmy Perry                 | [ 24 ]                                        |
| 2016      | La seva millor història                              | Raymond Parfitt             | [ 24 ]                                        |
| 2016      | Neil Gaiman's Likely Stories                         | Dr. Benham/Martyn/Mr. Alman | [ 24 ]                                        |
| 2016      | Inferno                                              | CRC Tech Arbogast           | [ 24 ]                                        |
| 2017      | Urban Myths                                          | Dave                        | Episodi: "Bob Dylan: Knockin' on Dave's Door" |
| 2017      | Philip K. Dick's Electric Dreams                     | Franklyn                    | [ 26 ]                                        |
| 2017–2020 | Cold Feet                                            | Benjamin Stevens            | [ 20 ]                                        |
| 2018      | Lovesick                                             | Peter                       | [ 26 ]                                        |
| 2018      | Hang Ups                                             | Werner Lienhard             | [ 24 ]                                        |
| 2019      | Resistance                                           | General Ormonde Winter      | [ 26 ]                                        |
| 2019      | Chernobyl                                            | Anatoli Diàtlov             | [ 24 ]                                        |
| 2019      | The Capture                                          | Marcus Levy                 | [ 29 ]                                        |
| 2019–2020 | The Trial of Christine Keeler                        | Jeremy Hutchinson           | Advocat de la defensa de Christine Keeler     |
| 2020      | Belgravia                                            | Turton                      | sèrie de televisió                            |
| 2021      | You Look Nice: The True Story of Friday Night Dinner | Ell mateix                  | Post-producció, publicació pòstuma            |
| TBA       | Operation Mincemeat                                  | TBA                         | Post-producció, publicació pòstuma            |

## Premis i nominacions
| Any  | Premi / Esdeveniment                      | Categoria                                                                           | Obra                     | Resultat | Ref    |
| ---- | ----------------------------------------- | ----------------------------------------------------------------------------------- | ------------------------ | -------- | ------ |
| 2006 | Premis Olivier                            | Millor actuació en un paper secundari                                               | Coram Boy                | Nominat  | [ 33 ] |
| 2009 | Premis Tony                               | Millor interpretació d'un actor en un paper destacat d'una obra de teatre           | Les conquestes normandes | Nominat  | [ 34 ] |
| 2019 | Associació de cinema i televisió en línia | Millor conjunt en pel·lícula o sèrie limitada (compartit amb el repartiment sencer) | Chernobyl                | Nominat  | [ 35 ] |